# 花園フォレスト

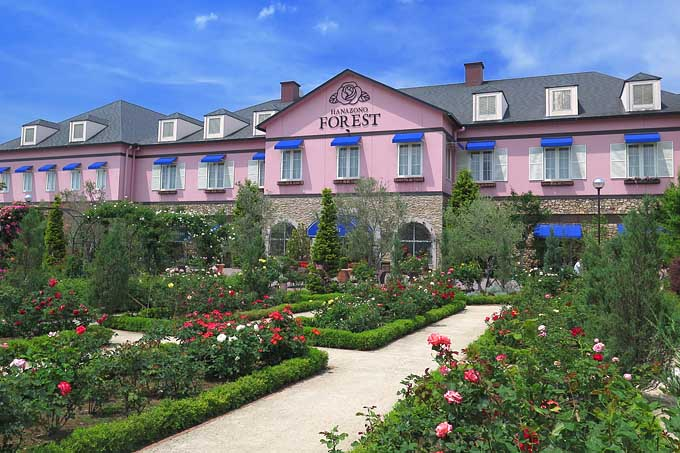
花園フォレスト

花園フォレスト（はなぞのフォレスト）は、埼玉県深谷市にある洋菓子をOEM製造している株式会社フォレストが、本社工場と店舗を併設して運営している施設。

## 概要
2008年2月6日に開業した。「バラとスイーツのシャトー」を標榜し、薔薇の庭園に囲まれた欧州の邸宅をモチーフにした建物内にて洋菓子の販売を行っている。敷地内の南側はバラ園となっている。2015年には同様の姉妹施設として、グループ会社が運営する上里カンターレが埼玉県上里町に開業している。

## アクセス
- 埼玉県深谷市小前田417
  - 関越自動車道花園ICより3分[3]
  - 秩父鉄道小前田駅より徒歩10分

## 周辺
- 道の駅はなぞの
- 深谷市花園消防署
- 荒川
  - 玉淀大橋
  - 玉淀
- 埼玉県立川の博物館